# Pier Paolo Gasperoni
Pier Paolo Gasperoni (* 29. Juni 1950; † Juli 1997) war ein san-marinesischer Politiker. Er war zweimal Capitano Reggente (Staatsoberhaupt) und von 1978 bis 1983 Arbeitsminister von San Marino.

## Leben
Gasperoni war Mitglied des Partito Socialista Unitario (PSU). Er wurde 1978 zum ersten Mal in das san-marinesische Parlament, den Consiglio Grande e Generale gewählt. Bei den folgenden Parlamentswahlen 1983, und – nach dem Wechsel zum Partito Socialista Sammarinese (PSS) – 1988 und 1993 wurde er wiedergewählt. Von 1988 bis 1990 war er Ersatzmitglied, von 1991 bis 1993 Mitglied der Parlamentarischen Versammlung des Europarates.
Im 19. Kabinett war er von 1978 bis 1983 Arbeitsminister (Deputato per il Lavoro). Er bekleidete zweimal das Amt des Capitano Reggente, 1985/86 gemeinsam mit Ubaldo Biordi und 1996 gemeinsam mit Pietro Bugli.
Er verstarb im Alter von nur 47 Jahren durch einen Verkehrsunfall.